# 君の銀の庭
「君の銀の庭」（きみのぎんのにわ）は、Kalafinaの楽曲。作詞・作曲は梶浦由記が手掛けた。Kalafinaの14枚目のシングルとして2013年11月6日にSME Recordsから発売された。

## 背景
本曲はアニメーション映画『劇場版 魔法少女まどか☆マギカ [新編] 叛逆の物語』のエンディングテーマに起用された。曲の内容を、作中での暁美ほむらの選択に白黒をつけるものにしたくなかったため、制作に1か月以上要したという。
2曲目の「misterioso」も『劇場版 魔法少女まどか☆マギカ [新編] 叛逆の物語』の挿入歌として用いられた。

## 音楽性
童話をイメージした明るさの中に切なさが見え隠れるする曲で、タイトルの「銀の庭」意味については、担当歌手であるKalafinaのメンバー、Keikoは、「”君の銀の庭”というのは主人公の少女が思い描く理想の世界のことで、それを梶浦さんから聞いて』と語っている。一方、梶浦は「ただし、今回の曲はかなり俯瞰視点で描いてみた。登場人物ではなく、お客さまと同じ立場からの視点になればいいな。」と語っている。歌詞中にはkeikoのソロパートが含まれるが、これに関して自身は「破壊的だし、聴いている人に衝撃を与える」と述べている。ちなみにHikaruはレコーディング時「門は硬く閉ざされて」を怖く歌うよう指示されたという。収録は数回に分けてかわいく歌ったり、強く歌うなどテイク毎に異なる歌い方でレコーディングしたが、採用されたのはかわいく歌ったテイクであった。

## シングルリリース
2013年11月6日にSME Recordsから発売された。Kalafinaのシングルとしては前作「アレルヤ」から1か月でのリリースとなる。
販売形態は初回生産限定盤A（SECL-1417/8）・初回生産限定盤B（SECL-1419/20）・通常盤（SECL-1421）・期間限定生産盤（SECL-1422）の4種リリースで、初回盤には本曲のPVを収録したDVDおよびBlu-ray Discが同梱されている。
2曲目「misterioso」は、Keikoによれば同アニメの前作『劇場版 魔法少女まどか☆マギカ [後編] 永遠の物語』の未来的な位置付けで、疾走感のある明るいキラキラした曲に仕上がっている。ちなみにタイトルの「misterioso」は、イタリア語で「神秘的な」を意味している。

## シングル収録内容
| 全作詞・作曲・編曲: 梶浦由記。 |                                 |          |            |      |
| #                              | タイトル                        | 作詞     | 作曲・編曲 | 時間 |
| 1.                             | 「君の銀の庭」                  | 梶浦由記 | 梶浦由記   | 5:07 |
| 2.                             | 「misterioso」                  | 梶浦由記 | 梶浦由記   | 4:02 |
| 3.                             | 「追憶」                        | 梶浦由記 | 梶浦由記   | 4:37 |
| 4.                             | 「君の銀の庭 〜instrumental〜」 | 梶浦由記 | 梶浦由記   | 5:06 |
| 合計時間:                      | 合計時間:                       | 18:52    |            |      |

| #  | タイトル                    | 作詞 | 作曲・編曲 |
| -- | --------------------------- | ---- | ---------- |
| 1. | 「君の銀の庭」(Music Video) |      |            |

## チャート
| チャート（2013年）                     | 最高位 |
| -------------------------------------- | ------ |
| オリコン                               | 4      |
| Billboard JAPAN Hot 100                | 6      |
| Billboard JAPAN Hot Singles Sales      | 3      |
| Billboard JAPAN Hot Animation          | 1      |
| サウンドスキャンジャパン（期間限定盤） | 5      |